# Elza Budau
Elza Budau, slovenska besedilopiska in pisateljica, 28. december 1941, Beograd.

## Življenje
V času vojne se je z materjo preselila na Bled, leta 1945 pa so se vsi preselili v Ljubljano in tam je do leta 1949 obiskovala zasebno glasbeno šolo za harmoniko, od 1950 do 1960 pa nižjo in srednjo glasbeno šolo za klavir in tam naredila dva razreda srednje glasbene šole. V Ljubljani je prav tako končala osnovno šolo in gimnazijo, po maturi pa se vpisala na FAGG v Ljubljani in tam do 1964 študirala arhitekturo. Leta 2015 je bilo njeno študentsko delo prikazano na razstavi Bauhaus – omreževanje idej in prakse v Muzeju sodobne umetnosti v Zagrebu in leta 2018 na razstavi Toward Concrete Utopia: Architecture in Yugoslavia 1948–1980 v Muzeju moderne umetnosti (MoMA) v New Yorku.

## Delo
Prozo, predvsem novele, je začela objavljati že kot gimnazijka (1956) v reviji Mlada pota, črtice in potopise pa v Delu. Leta 1958 je bil njen prvenec, ljubezenski roman Diagram neke ljubezni, pod psevdonimom Štefka Dolenc delno objavljen v reviji Mlada pota, leta 1962 pa pod njenim imenom izšel v knjižni zbirki Pota mladih pri Mladinski knjigi. Erotično tematiko je nadaljevala tudi v romanu Ljubezen v f-molu (1987). Leta 1963 je začela pisati besedila za popevke in jih do danes napisala več kot tisoč, zato velja za enega največjih slovenskih tekstopiscev. Napisala je besedila za številne pesmi v času razcveta slovenske popevke, med njimi so: Poletna noč, Brez besed, Samo nasmeh je bolj grenak, Pegasto dekle, Ko ljubezen umre, Na pragu let, Ti si moja ljubezen. Leta 1969 se je zaposlila na RTV Ljubljana v administraciji organizacijske enote glasbene produkcije, od 1977 je bila zadolžena za mednarodno distribucijo posnetkov, kasneje kot producentka za resno glasbo, potem pa novinarka specialistka za posebne naloge v dokumentarno-feljtonski redakciji.

## Sodelovanja na glasbenih festivalih kot avtorica besedil

### Slovenska popevka
- 1964: Marjana Deržaj/Beti Jurković - Poletna noč (Mojmir Sepe/Elza Budau/Mojmir Sepe) (1. nagrada občinstva)
- 1964: Elda Viler/Majda Sepe - S teboj (Mojmir Sepe/Elza Budau/Mojmir Sepe)
- 1965: Marjana Deržaj - Med teboj in menoj (Jože Privšek/Elza Budau/Jože Privšek)
- 1965: Irena Kohont - Šel si mimo (Jure Robežnik/Elza Budau/Jure Robežnik) (1. nagrada občinstva)
- 1965: Majda Sepe - Začarani trikotnik (Mojmir Sepe/Elza Budau/Mojmir Sepe)
- 1965: Nino Robič - Deževno popoldne (Ati Soss/Elza Budau/Ati Soss)
- 1965: Beti Jurković - Tvoje majhne laži (Mojmir Sepe/Elza Budau/Mojmir Sepe)
- 1966: Berta Ambrož - Jokala bom brez solz (Jože Privšek/Elza Budau/Jože Privšek)
- 1966: Berta Ambrož - Nekega dne (Mojmir Sepe/Elza Budau/Mojmir Sepe)
- 1966: Marjana Deržaj - Ples oblakov (Jure Robežnik/Elza Budau/Jure Robežnik) (nagrada strokovne žirije za najboljše besedilo, 1. nagrada strokovne žirije)
- 1966: Berta Ambrož - Poslednja noč ljubezni (Jože Privšek/Elza Budau/Jože Privšek)
- 1966: Marjana Deržaj - Zaljubljeno drevo (Ati Soss/Elza Budau/Ati Soss)

## Nagrade
Za objave krajših pripovednih besedil Resničnost in sanje (1955/56), Ena in ena sama ljubezen (1956/57), segment iz Diagrama neke ljubezni (1957/58) je prejela tretjo, drugo in prvo nagrado Mladih potov.
Leta 2003 je prejela viktorja za življenjsko delo, leta 2007 Ježkovo nagrado za radijski in glasbeni opus, leta 2022 državno odlikovanje srebrni red za zasluge RS, 2023 pa je bila razglašena še za častno meščanko Ljubljane.